# Сокольники (Зеленоградський район)
Сокольники (рос. Сокольники) — селище Зеленоградського району, Калінінградської області Росії. Входить до складу Ковровського сільського поселення.
Населення — 57 осіб (2015 рік).

## Населення
| 2002 | 2010 |
| ---- | ---- |
| 58   | ↘57  |